# Верхний Люк
Ве́рхний Люк — деревня в Завьяловском районе Удмуртии, входящая в Люкское сельское поселение. Расположена в 30 км к западу от центра Ижевска. Через деревню протекает река Люк, правый приток Ижа.

## История
До революции входил в состав Сарапульского уезда Вятской губернии. По данным десятой ревизии в 1859 году в 37 дворах казённого починка Люк верхний при реке Люке проживало 297 человек, работало 2 мельницы и 3 кузницы.
При образовании Вотской АО, вошёл в состав Люкского сельсовета, но уже в 1925 году образовывается Верхнелюкский (или Верх-Люкский) сельсовет с центром в Верхнем Люке, просуществовавший до 1954 года, когда он был снова присоединён к Люкскому сельсовету.
По состоянию на 1 января 1939 года в Верх-Люкский сельсовет кроме Верхнего Люка входили: деревня Динтем-Вамья, починок Калинино, станция Азино, починок Троицкий и деревня Шашур. Три из них — Калинино, Троицкий и Шашур на сегодняшний день существование прекратили.

## Улицы
- Азина улица
- Заречная улица
- Садовая улица